# باتريسيا ديفين
باتريسيا ديفين (بالإنجليزية: Patricia Devine) هي عداءة سريعة بريطانية، ولدت في 25 أبريل 1932.

## وصلات خارجية
- باتريسيا ديفين على موقع أوليمبيديا (الإنجليزية)
- باتريسيا ديفين على موقع اللجنة الأولمبية البريطانية (الإنجليزية)